# Marchołt (kwartalnik)
Marchołt – polski kwartalnik literacko-kulturalny, wydawany w Warszawie w latach 1934–1938.
Redaktorem naczelnym kwartalnika był Stefan Kołaczkowski. Tytuł pisma został zainspirowany postacią Marchołta z misterium dramatycznego Jana Kasprowicza. W kwartalniku publikowano m.in. obszerne studia poświęcone estetyce, sztuce i literaturze oraz związkom sztuki i rzeczywistości. Wśród autorów znaleźli się twórcy, jak Zygmunt Łempicki, Maria Dąbrowska, Wacław Borowy, Henryk Elzenberg, Roman Ingarden, Agnieszka Osiecka, Jerzy Stempowski i Marian Piechal.